# 吕明根
吕明根是德国巴登-符腾堡州的一个市镇。总面积4.46平方公里，总人口1664人，其中男性825人，女性839人（2011年12月31日），人口密度373人/平方公里。